# Jacek Kot
Jacek Kot (ur. 31 grudnia 1966 w Suwałkach) – były polski piłkarz, grający na pozycji pomocnika.

## Życiorys
Urodził się w Suwałkach, ale w 1974 roku jego rodzice przeprowadzili się do Ustki. W wieku dziesięciu lat został juniorem Jantaru Ustka. W roku 1983 przeszedł do Zawiszy Bydgoszcz. W seniorach tego klubu zadebiutował w trzeciej lidze w wieku 17 lat. Podstawowym zawodnikiem klubu został w 1986 roku po odejściu Jarosława Kotasa. W 1989 roku, po wygranych barażach z GKS Jastrzębie, awansował wraz z Zawiszą do pierwszej ligi. 12 sierpnia 1989 roku zdobył hat-tricka w spotkaniu z Lechem Poznań. W sezonie 1994/1995 objął funkcję kapitana Zawiszy. W bydgoskim klubie grał do 1996 roku. Następnie był piłkarzem Elany Toruń, Sparty Brodnica, Pittsburgh Riverhounds, KP Konin, Unii Janikowo oraz Unislavii Unisław, w którym to klubie w 2004 roku zakończył karierę, a także był jego trenerem. Później pracował jako nauczyciel wychowania fizycznego. W 2014 roku został trenerem juniorek KKP Bydgoszcz.
Jego synowie – Maciej i Sergiusz – są piłkarzami.